# Lennox Berkeley
Pour les articles homonymes, voir Berkeley.
 (février 2023).
Si vous disposez d'ouvrages ou d'articles de référence ou si vous connaissez des sites web de qualité traitant du thème abordé ici, merci de compléter l'article en donnant les références utiles à sa vérifiabilité et en les liant à la section « Notes et références ».
Sir Lennox Randal Francis Berkeley est un compositeur britannique né à Melfort Cottage, Boar’s Hill, près d'Oxford (Angleterre) le 12 mai 1903 et mort à Londres le 26 décembre 1989.

## Biographie
Lennox Berkeley est le fils du capitaine de la Royal Navy, Hastings George FitzHardinge Berkeley (1855-1934, fils illégitime du 7e comte de Berkeley), et de son épouse, née Anna Carla Harris (1863-1935), fille de Sir James Charles Harris, ancien consul à Monaco. Lennox Berkeley s'est toujours senti autant à l'aise en France que dans son pays natal. À l’âge de treize ans, il étudie à la Dragon School puis est envoyé en pension à la Gresham's School, dans le Norfolk, et ensuite va au Merton College d'Oxford où il commence des études de lettres françaises et de philologie à l'université d'Oxford, dont il est diplômé en 1926, avant de se consacrer à la musique. Sur les conseils de Maurice Ravel, il vient étudier la musique à Paris avec Nadia Boulanger. Il sera un de ses élèves préférés. Il rencontre ensuite Darius Milhaud, Arthur Honegger, Albert Roussel, Igor Stravinsky et Francis Poulenc avec qui il se lie d'amitié. Berkeley se lie ensuite avec Benjamin Britten qu'il a rencontré à Barcelone en 1936 et avec qui il cohabite pendant un an dans une maison de campagne achetée par Britten en juillet 1938 à Snape dans le Suffolk, et avec qui il écrira plusieurs œuvres. Pendant la Seconde Guerre mondiale, il travaille pour la BBC et devient plus tard président de la Performing Rights Society. De 1948 à 1968, il a tenu la chaire de professeur de composition à la Royal Academy of Music. Il a eu notamment pour élèves John Tavener, David Bedford. Inspiré par la religion catholique, il a composé de nombreuses œuvres liturgiques.
Il est anobli en 1974. De 1977 à 1983, il est président du Festival de Cheltenham.
Il se marie le 14 décembre 1946 avec Elizabeth Freda Bernstein (1923-2016) dont il a trois fils. Leur fils aîné, Michael Berkeley, est également compositeur. Leur fils cadet Nick Berkeley est photographe.
Il habitait au 8 Warwick Avenue, à Londres, de 1947 jusqu'à sa mort en 1989. Le 20 mars 1990, une messe en sa mémoire est célébrée en la cathédrale de Westminster, à Londres.

## Distinctions
- Knight Bachelor

## Œuvres

### Opéras
- A Dinner Engagement, op. 45 (1954)
- Ruth, op. 50 (1955-1956)

### Orchestrales
- Mont Juic (Berkeley/Britten), op. 9 (1937)
- Serenade pour cordes, op. 12 (1939)
- Divertimento en si bémol, op. 18 (1943)
- Concerto pour piano en si bémol majeur, op. 29 (1947-1948)
- Concerto pour deux pianos et Orchestre, op. 30 (1948)
- Concerto pour flûte et orchestre op.36 (1952)
- Symphonie no 2, op.51 (1958, révisée 1976)
- Partita pour orchestre de chambre, op. 66 (1964-1965)
- Symphonie no 3 en un mouvement, op.74 (1968-1969)
- Sinfonia Concertante, pour hautbois et orchestre de chambre, op. 84 (1972-1973)
- Voices of the Night, op. 86 (1973)
- Symphonie no 4, op. 94 (1977-1978)
- Variations on an Elizabethan Theme (1952, 3e variation)

### Chorales
- A Festival Anthem, op. 21 no 2 (1945)
- Crux fidelis, op. 43 no 1 (1955)
- Look up, sweet babe, op. 43 no 2 (1955)
- Missa Brevis, op. 57 (1960)
- Messe à cinq voix, op. 64 (1964)
- Three Latin Motets, op. 83 no 1 (1972)
- The Lord is my shepherd, op. 91 no 1 (1975)
- Magnificat and Nunc dimittis, op. 99 (1980)

### Vocales
- 4 Poèmes de Sainte Thérèse d'Ávila, op. 27, pour contralto et orchestre à cordes (1947)
- Three Greek Songs, op. 38 (1953)
- 5 poèmes d'après W. H. Auden, op. 58

### Musique de chambre
- Quatuor à cordes no 1
- Quatuor à cordes no 2, op. 15 (1940)
- Sonatine pour violon & piano, op. 17 (1943)
- Sonate en ré mineur pour alto et piano, op. 22 (1946)
- Trio pour cor, violon et piano, op. 44 (1952)
- Sextuor pour clarinette, cor & quatuor à cordes, op. 47 (1954)
- Duo pour violoncelle et piano

### Piano
- Trois Pieces, op. 2 (1935)
- Impromptu en sol mineur, op. 7 n° 1
- Quatre Etudes de concert pour piano, op. 14 (1940)
- Sonate pour piano en la majeur, op. 20 (1941-1945)
- Six Preludes, op. 23 (1945)
- Trois Mazurkas, op. 31 no 1 (1939-1949)
- Scherzo en ré majeur, op 32 n° 2 (1949)
- Etude de concert en mi bémol, op. 48 n° 2 (1955)

### Guitare
- Quatre pièces pour la guitare (1928)
- Sonatine, op. 52 no 1 (1957)
- Theme and Variations, op. 77 (1970)

### Musique de film
- 1944 : Hôtel Réserve (Hotel Reserve) de Lance Comfort, Mutz Greenbaum et Victor Hanbury
- 1948 : Le Destin de Léopold Ier (The First Gentleman) d'Alberto Cavalcanti